# Un paese quasi perfetto
Un paese quasi perfetto è un film italiano del 2016 scritto e diretto da Massimo Gaudioso.
È una trasposizione del film francese Un village presque parfait (2014) del regista Stéphane Meunier, a sua volta remake del film canadese La grande seduzione (2003) di Jean-François Pouliot.

## Trama
In un piccolo paese della Basilicata, Pietramezzana,  che sorge nei pressi delle Dolomiti lucane e dell'omonimo parco naturale regionale, la ridotta popolazione di ex minatori vive del sussidio della Cassa Integrazione visto che la miniera su cui si basava l'economia è stata chiusa dopo la creazione di un lago artificiale che l'ha allagata.
Il sindaco cerca di far aprire una fabbrica avendo avuto un contatto con un imprenditore del nord che intende utilizzare i fondi europei del FESR. La firma del contratto è però subordinata alla presenza di Gianluca Terragni, un medico condotto anch'esso originario del Nord che occorre convincere a vivere nel paese. 
Dopodiché il sindaco va a vivere in città e diventa vigile urbano, affidando all'ex minatore Domenico Bonocore la gestione del cantiere della fabbrica. Con la complicità di tutti gli abitanti, Domenico riesce a far affezionare Gianluca Terragni al paese, inducendolo con un ricatto ordito dall'ex sindaco a provare per un mese a vivere nel paese.
La fabbrica, purtroppo, non viene attivata, dopo che Nicola, il direttore della locale banca nonché campanaro della locale chiesa, si accorge che il contratto dell'imprenditore del Nord era in realtà una truffa per rubare il denaro dell'Unione Europea. Il medico sta quindi per abbandonare il paese, nonostante la crescente simpatia con la giovane e avvenente Anna, quando ha un lampo di genio: creare un polo di attrazioni turistiche. A questo punto la miniera diventerà un centro benessere, e la vecchia teleferica della miniera diventerà il Volo dell'Angelo, un cavo d'acciaio che si percorre imbracati ammirando un panorama unico, mentre ci si libra a volo d'uccello.

## Produzione
Il film è stato girato nei comuni di Pietrapertosa e Castelmezzano, nel cuore della Basilicata. Il paese di Pietramezzana non esiste, il nome è dato dalla fusione delle due sedi in cui è stato realizzato il film.

## Distribuzione
Il film è stato distribuito nelle sale italiane il 24 marzo 2016 da 01 Distribution.

## Riconoscimenti
- 2017 - David di Donatello
  - Candidatura per la Migliore sceneggiatura adattata a Massimo Gaudioso